# Cojușna
Cojușna è un comune della Moldavia situato nel distretto di Strășeni di 7.006 abitanti al censimento del 2004.